# جوليان ويلسون (متركمج)
جوليان ويلسون (بالإنجليزية: Julian Wilson)‏ هو متركمج أسترالي، ولد في 8 نوفمبر 1988 في كوينزلاند في أستراليا.

## وصلات خارجية
- جوليان ويلسون على موقع الرابطة العالمية لركوب الأمواج (الإنجليزية)
- جوليان ويلسون على موقع EncyclopediaOfSurfing.com (الإنجليزية)
- جوليان ويلسون على موقع اللجنة الأولمبية الدولية (الإنجليزية)
- جوليان ويلسون على موقع أوليمبيديا (الإنجليزية)